# Núria Marín García
Núria Marín García (Terrassa, 1961) és una docent catalana, guardonada amb la Creu de Sant Jordi el 2018.
Fou durant 33 anys, docent i directora de l'Escola Mare de Déu de Montserrat de Terrassa, situada en un barri amb un alt índex de població nouvinguda i catalogada com a centre d'alta complexitat. Sota la seva direcció, d'ençà el curs 2000-2001 en què professorat i famílies van decidir transformar aquesta escola pública en una “comunitat d'aprenentatge”, el centre ha obtingut uns resultats en competències acadèmiques per damunt de la mitjana catalana, amb una significativa reducció del fracàs escolar i de la conflictivitat.
És regidora de l'ajuntament de Terrassa i portaveu del grup municipal Tot per Terrassa des de les eleccions municipals de 2019.